# Isabel Medina Peralta
Isabel Medina Peralta   (Madrid, 20 de juliol de 2002) és una activista neonazi i falangista espanyola. Ha declarat tenir admiració per Ramiro Ledesma Ramos, fundador del feixisme a l'Estat espanyol, també per Juan Aparicio, cofundador de les JONS, per Benito Mussolini, Adolf Hitler, Giovanni Gentile i pel filòsof nazi xilè Miguel Serrano, a més de per José Antonio Primo de Rivera al qual ha dedicat diversos homenatges.

## Biografia

### Família i joventut abans de militància
Isabel Medina Peralta va néixer l'any 2002. El seu pare és el polític i advocat Juan Manuel Medina, membre del partit polític d'extrema dreta Alianza por la Unidad Nacional fundat per Ricardo Sáenz de Ynestrillas, després de La Falange el 1999, i cap de llista d'⁣España 2000 a les eleccions europees de 2004. Més endavant es va convertir en militant del Partit Popular l'any 2005 i va ser elegit regidor municipal de Seseña (Castella-la Manxa) l'any 2008. Amb la revelació de la seva història d'activisme dins l'extrema dreta el 2011, va deixar la política i es va convertir en columnista de televisió en diversos espais com El Programa de Ana Rosa. La mare d'Isabel Medina Peralta és abadessa budista.
Malgrat el passat d'activista d'extrema dreta del seu pare, Isabel va ser expulsada de casa dels seus pares després que ella participés en un homenatge a José Antonio Primo de Rivera el 2020. Tanmateix, manté relació amb la seva mare. Isabel s'ha declarat partidària del feixisme des dels 13 anys, tot i que abans d'embarcar-se en l'activisme, va ser una influenciadora de moda.

### Activisme i militància

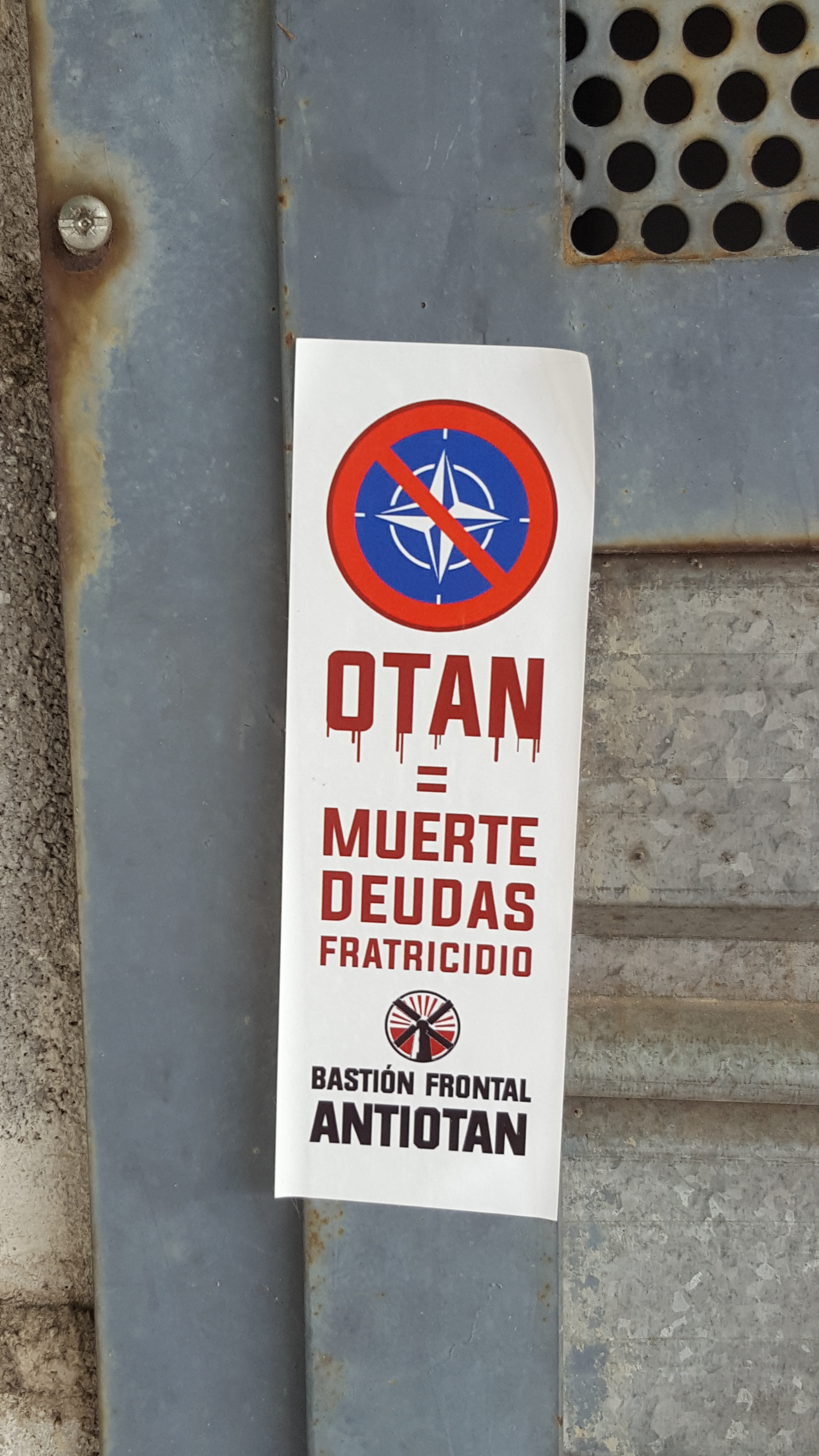
Adhesiu de Bastión Frontal amb un missatge anti OTAN

L'any 2019 va començar els estudis d'història a la Universitat Complutense de Madrid. Allà es va fer membre del sindicat estudiantil Sindicato Español Universitario, vinculat a FE-La Falange. Activista dins de FE-La Falange, va dirigir-ne la branca de dones, que fa referència a la Secció Femenina. L'any 2020 va participar en la fundació del grup neonazi Bastión Frontal.
El febrer de 2021, va participar en un homenatge als soldats de la Divisió Azul que van morir durant la batalla de Krasni Bor organitzat per un grup neonazi madrileny. Va pronunciar un discurs antisemita, racista i profeixista que va provocar polèmica a Espanya i va desencadenar un debat sobre la llibertat d'expressió, en un context en què es trobava també el cas el raper d'extrema esquerra Pablo Hasél, condemnat a presó acusat d'apologia del terrorisme i per insultar la Corona i les institucions de l'estat.
El setembre de 2021, va anar a Düsseldorf per assistir a un curs de formació d'activistes de deu mesos del partit neonazi alemany Der III. Weg, que consistia en aprendre a desenvolupar tècniques de propaganda i combat. El 2022 va deixar Bastión Frontal per diferències amb el colíder Rodrigo Miguélez. El grup es va dissoldre poc després.
El novembre de 2023 va participar en una manifestació contra l'amnistia dels responsables del referèndum de 2017 sobre la independència de Catalunya. Va fer una salutació nazi davant la seu del Partit Socialista Obrer Espanyol i va ser esbroncada pels manifestants. Aquesta manifestació fou una oportunitat per a ella d'inaugurar un nou grup de tendència violenta anomenat Sección de Asalto. Aquest grup té com a referències Der III. Weg i el Moviment de Resistència Nòrdic.

## Casos judicials

### Investigacions de crims d'odi
El febrer de 2021, la fiscalia provincial de Madrid va iniciar una investigació contra Isabel Medina Peralta per delicte d'odi pel seu discurs antisemita en homenatge als soldats de la Divisió Azul.
El novembre de 2021, la fiscalia provincial de Madrid va presentar una denúncia contra ella per delicte d'odi, a causa de les seves crides a la violència i d'hostilitat cap als musulmans i cap als migrants marroquins durant una manifestació de Bastión Frontal davant l'ambaixada del Marroc a Espanya el maig de 2021 com a resposta a la crisi migratòria a Ceuta de 2001.

### Conflictes legals a Alemanya
Alertades per les autoritats espanyoles, les autoritats alemanyes van registrar les pertinences d'Isabel Peralta quan aquesta va visitar Alemanya el març de 2022 i van descobrir-hi diversos objectes nazis, entre ells una còpia de Mein Kampf. Com a resultat, se li va impedir l'entrada a Alemanya i se li va obrir una investigació per distribuir material de propaganda inconstitucional i per utilitzar «símbols no conformes».
El gener de 2023, Alemanya va decidir prohibir l'entrada d'Isabel Medina Peralta al seu territori sine die, considerant que representava un perill per a l'estat en tenir «un paper decisiu» dins de les xarxes d'extrema dreta europees.

## Ideologia i posicionament
Isabel es declara falangista, obertament antisemita i racista, i neonazi. S'oposa a la immigració, és homòfoba, i negacionista de l'Holocaust. Es declara també «jonsista», feixista i nacionalsocialista. A més, ha sigut descrita com a antifeminista per mitjans de comunicació com la ràdio Onda Cero. El novembre de 2021, el Shimon Samuels, director de Relacions Internacionals del Centre Wiesenthal, carregà contra La Sexta per l'entrevista que varen emetre en horari de màxima audiència a Isabel Peralta, a qui considerava una icona dels grups d'extrema dreta.
Les seves declaracions antisemites la van enfrontar al partit d'extrema dreta Vox, als falangistes de la Falange Española de las JONS i a una confraria de veterans de la Divisió Azul. Ella acusa Vox de ser electoralista i de «veure la nació com un símbol en lloc de centrar-se en la seva gent».